# پسین دلگشا
پسین دلگشا آلبومی به سبک موسیقی محلی شیرازی است که توسط داود مهذبیه خوانده شده و در کنار وی شاهد تکنوازی نی توسط رضا جهاندیده هستیم. این آلبوم که در گروه موسیقی صبا اجرا شده است، شامل ۸ قطعه است که ۲ قطعه آن به سبک آواز دشتی است و ۶ قطعه دیگر به صورت آوازهای محلی شیرازی است. این آلبوم به علت قدمت زیاد و مقبولیت زیاد آن در بین مردم تا کنون چندین بار توسط چندین شرکت مختلف از جمله توسط نشر شرکت طنین عرفان اندیشه ونوای همایون و آوای سپهر تجدید چاپ شده است؛ و حتی قطعات آن بارها در آلبوم‌های مختلف توسط افراد مختلف از جمله علیرضا افتخاری، کوروس سرهنگ زاده و هایده و … بازخوانی شده است.
همچنین تمامی قطعات این آلبوم با اشعاری متفاوت به همراه قطعه فال حافظ توسط حسام بردیده (فرزند صمد عقاب) در آلبومی بنام فال حافظ(آلبوم موسیقی) در سال 1378 منتشر شده است.

## بازخوانی
قطعات آلبوم پسین دلگشا به خاطر قدمت و محبوبت و زیبایی خود بارها توسط خوانندگان دیگر با تغییراتی بازخوانی شده است که می‌توان افراد زیر را به عنوان نمونه در مورد قطعه «خدا مهربونه» نام برد:
- علیرضا افتخاری - آلبوم تو می‌آیی - قطعه دلبر[۳]
- کوروس سرهنگ زاده - آلبوم آسمون - قطعه محلی شیرازی[۴]
- هایده - آلبوم دشتستانی - قطعه دشتستانی[۵]
- هایده - آلبوم آشنایی - قطعه دشتستانی[۶]

...

## آهنگ‌ها[۱]
1. خدا مهربونه / زمان: ۷:۱۰
2. ساز و آواز دشتی / زمان: ۹:۲۹
3. فصل بهاره / زمان: ۵:۳۹
4. گلهای خودرو / زمان: ۶:۲۸
5. برگردی به شیراز / زمان: ۶:۵۰
6. عهدی ببندیم / زمان: ۵:۱۴
7. ساز و آواز دشتی / زمان: ۱۱:۵۶
8. فصل گل / زمان: ۵:۳۷

## نوازندگان[۲][۷]
- منوچهر پژمانفر – تار
- سیامک نعمت ناصر – تار
- مجید اخشابی – سنتور
- سعیدنیا کوثری – سنتور
- فرهاد منورصادق – کمانچه
- رضا جهاندیده – نی
- ایرج سلطانی – آهنگ و تنظیم
- جمال جهانشاد – عود
- بهنام هوشمند – تنبک
- محمود فرهمند – تنبک
- مسعود حبیبی – دایره - دف
- رسول بهبهانی – ویالون
- سهیل ایوانی – تار باس - دف

## دیگر عوامل[۸]
- صدابرداری و مسترینگ: حسن عسکری
- گرد آوری آهنگها و موسیقی: ایرج سلطانی
- به اهتمام: فریدون شهبازیان
- استودیو: بل